# Mirafra rufa
La alondra rufa (Mirafra rufa), también conocida como la alondra de Matorral Rojiza es una especie de ave paseriforme de la familia Alaudidae.

## Distribución y hábitat
El área de distribución de esta alondra es amplio, con una extensión global de ocupación estimada de 470.000 km². Se encuentra en el hábitat típico de la sabana seca de las regiones del Chad, Mali, Níger, Sudán, y Togo.